# Michirones

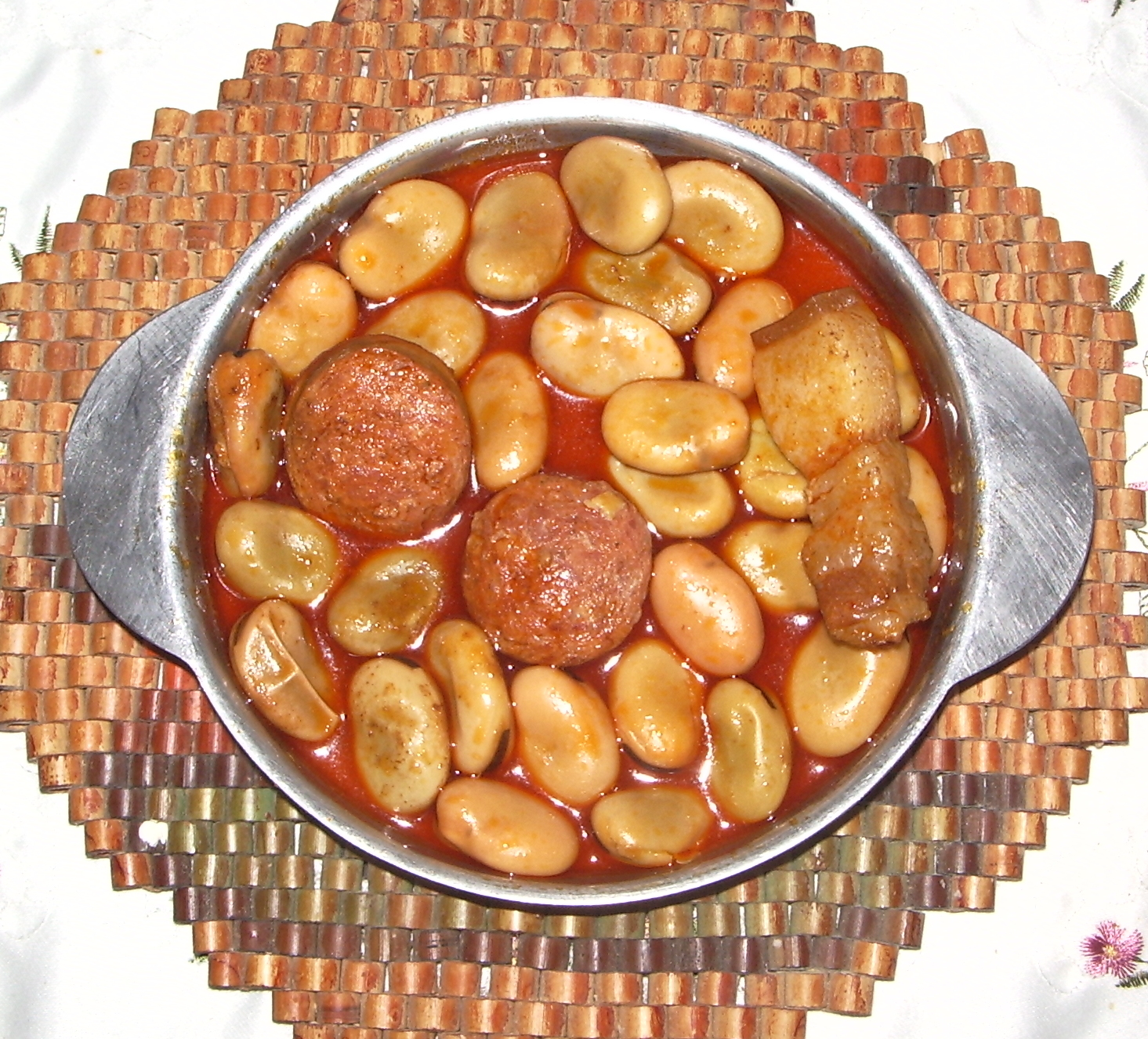
Castron cu michirones a la murciana

Michirones sau Michirones a la murciana este un fel de mâncare tipic regiunii spaniole Murcia și a sudului extrem al provinciei Alicante. 
Michirones este o mâncare pe bază de bob uscat la care se adaugă os de jamon, cârnați tip chorizo și dafin. În mod tradițional se prepară și se servește în oale de lut. Michirones este un preparat tradițional și foarte des întâlnit în regiunea Murciei mai ales cu prilejul sărbătorilor de primăvară, cu ocazia zilelor de naștere și a botezurilor.

## Ingrediente
În funcție de bucătar, gospodină sau localitate ingredientele pot diferi puțin dar pentru prepararea michirones-ului se folosesc:

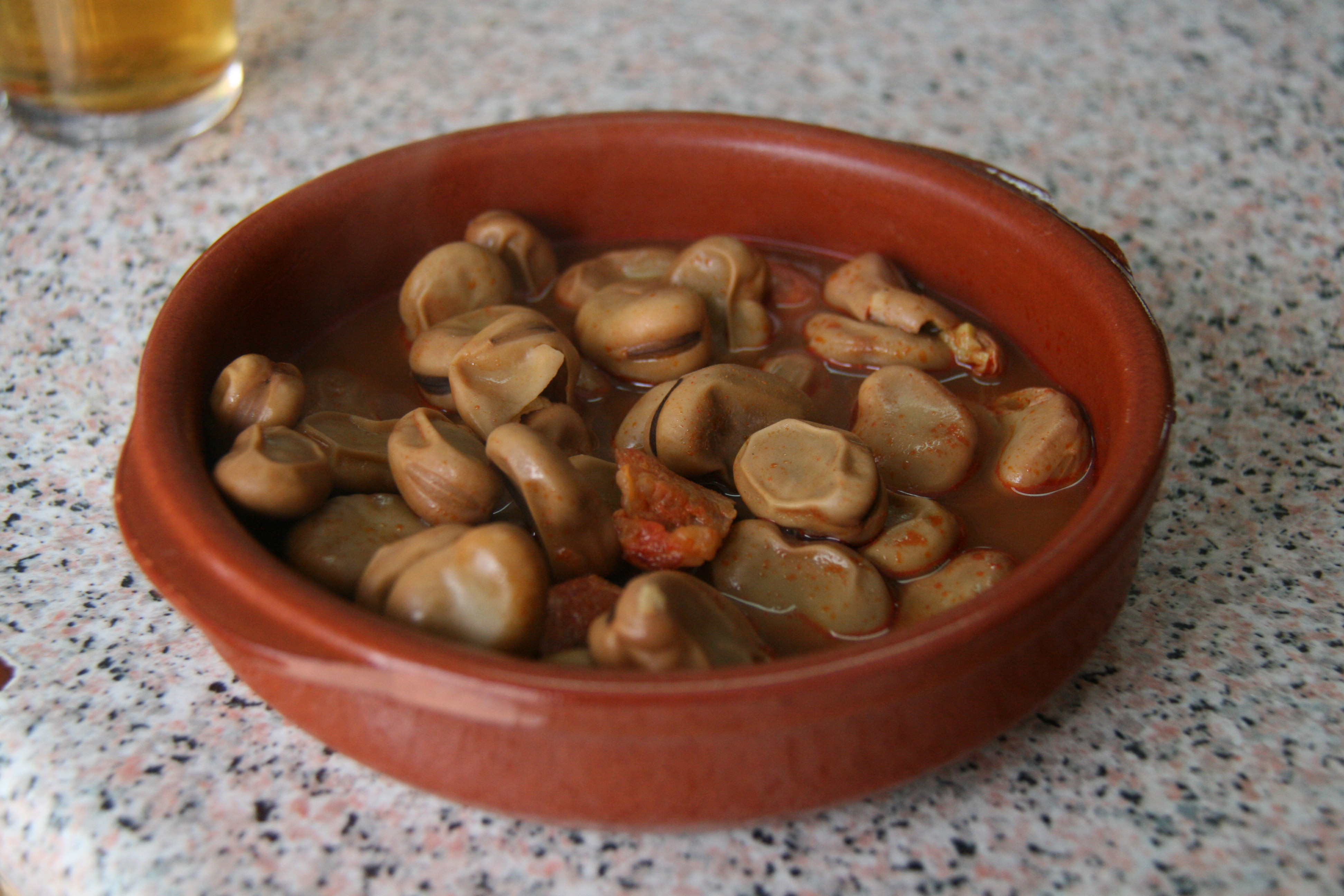
Castron de lut cu michirones

- bob uscat, ingredientul de bază și nelipsit
- osul de la jamon
- șuncă preferabil cu câteva straturi de carne macră
- chorizo
- cartofi, preferențial
- ardei iute, preferențial
- foi de dafin
- piper măcinat
- usturoi, preferențial
- bacon, preferențial
- sare
- boia

## Preparare

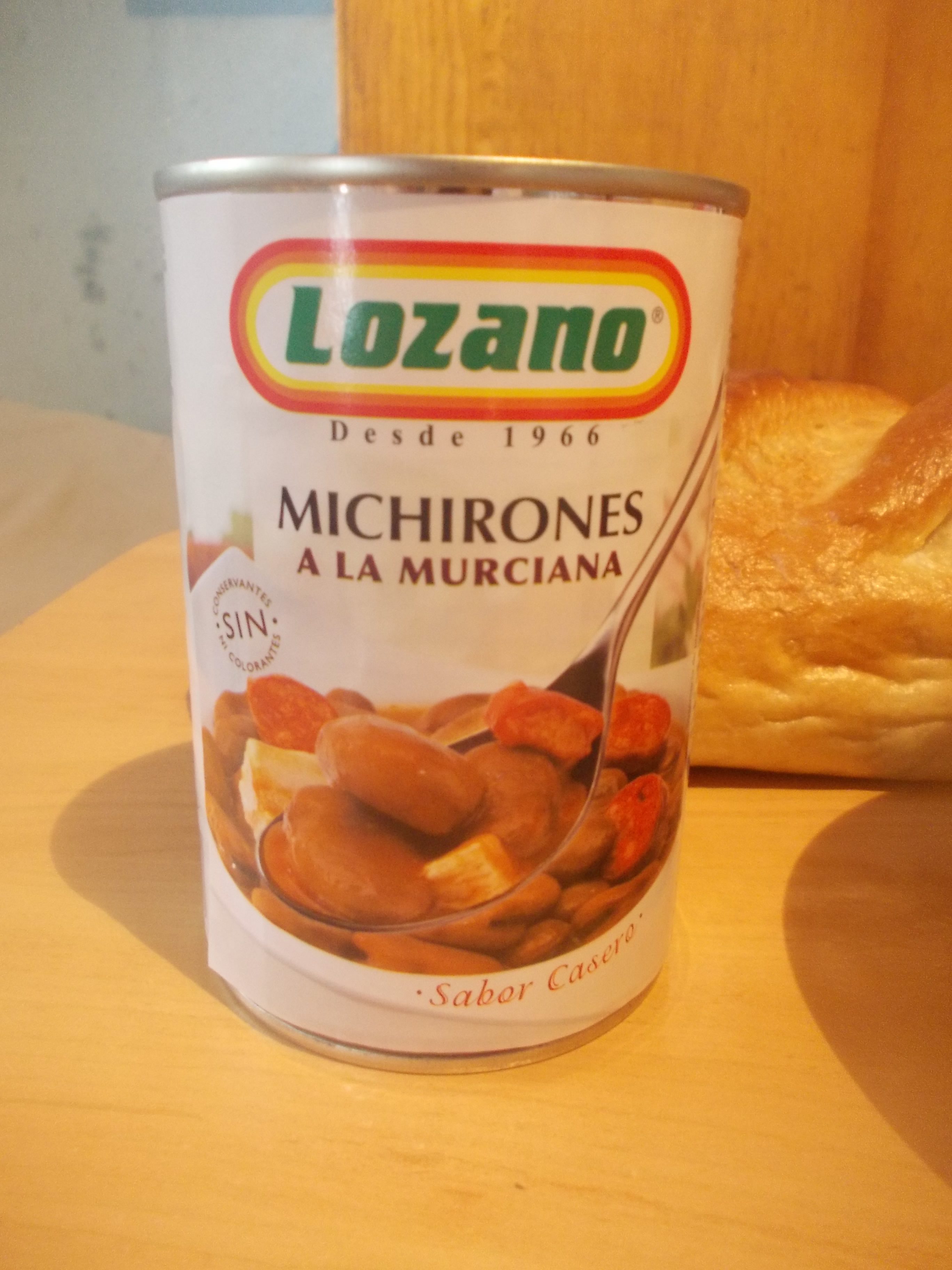
Cutie de michirones a la murciana

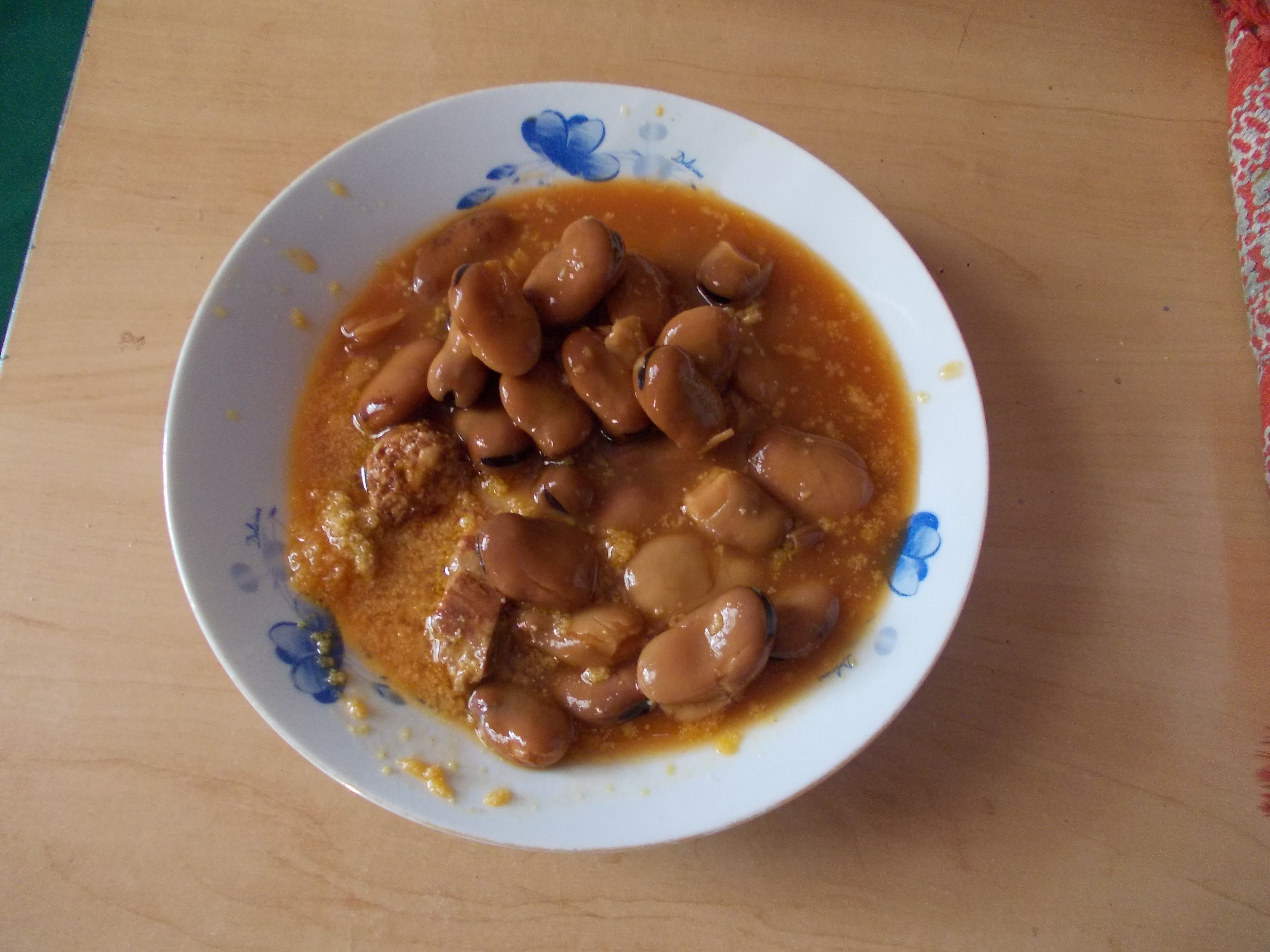

Bobul trebuie să stea la înmuiat timp de 48 de ore, iar apa trebuie schimbată după 24 de ore. Se introduc boabele de bob într-o oală, tradițional de lut, se umple cu apa până la bordură și se fierb la foc mediu până ce boabele se frăgezesc. Pentru a fierbe mai repede se poate folosi și oala sub presiune. În timpul fierberii pentru ca bobul să capete gust se adaugă osul de la jamon, ardeii iuți și dafinul. După ce bobul s-a frăgezit adăugăm și celelalte ingrediente: chorizo tăiat felii, șunca, usturoiul, boiaua, sarea, etc.

## Servire
Michirones se servește în castron de lut, cald alături de pâine făcută în casă și vin de casă. Preparatul nu trebui să fie nici prea sărac dar nici acoperit de zeama în care a fiert. 